# Abbás Aráqčí
Abbás Aráqčí (persky  عباس عراقچی‎‎; * 1962 Teherán) je íránský diplomat a politik, od srpna 2024 ministr zahraničních věcí Íránu ve vládě Mas'úda Pezeškijána.
Mezi roky 1979 a 1988 působil v Islámských revolučních gardách a zúčastnil se irácko-íránské války. Je držitelem bakalářského titulu v oboru mezinárodní vztahy na Škole mezinárodních vztahů Ministerstva zahraničních věcí, magisterského titulu v oboru politologie na Islámské univerzitě Azad a doktorátu v oboru politické myšlení na Univerzitě v Kentu. V roce 1989 začal pracovat na ministerstvu zahraničních věcí. V letech 1999–2003 působil jako velvyslanec ve Finsku a v období 2008–2011 jako velvyslanec v Japonsku.
Od května do srpna 2013 zastával funkci úřadujícího mluvčího ministerstva zahraničních věci, mezi roky 2013 a 2018 působil jako náměstek ministra zahraničních věcí pro právní a mezinárodní záležitosti a v letech 2013–2021 byl hlavním vyjednávačem v jaderných otázkách. V období 2018–2021 byl náměstkem ministra zahraničních věcí pro politické záležitosti a mezi roky 2021 a 2024 působil jako hlavní poradce ministra zahraničních věcí a tajemník Strategické rady pro zahraniční vztahy.

## Osobní život
Narodil se v roce 1962 v Teheránu do prominentní rodiny obchodníků s perskými koberci. Má tři sestry a tři bratry. Jeho otec zemřel, když mu bylo 17 let.
Jeho první manželkou byla Baháre Abdollahján, se kterou měl tři děti. Po rozchodu se oženil s Arezou Ahmadvand a mají spolu dceru.

## Politická kariéra

### Ministr zahraničních věcí
Po vítězství Mas'úda Pezeškijána v prezidentských volbách v roce 2024 řada íránských médií napsala, že Aráqčí je nejpravděpodobnějším kandidátem post ministra zahraničních věcí. Dne 11. srpna 2024 prezident Pezeškiján oznámil, že nominoval Aráqčího na post ministra zahraničních věcí. Dne 21. srpna jeho nominaci schválilo Islámské poradní shromáždění a ještě téhož dne složil přísahu.
V lednu 2025 navštívil Afghánistán ovládaný Tálibánem, čímž se stal prvním íránským ministrem zahraničních věcí od roku 2017, který uskutečnil návštěvu této země.
V květnu 2025, v rámci jednání mezi Spojenými státy americkými a Íránem o nové jaderné dohodě, prohlásil, že „Írán se nemíní vzdát schopnosti obohacovat uran“. V červnu 2025, po ukončení izraelsko-íránské války, v průběhu které Izrael a Spojené státy americké zaútočily na íránská jaderná zařízení, řekl, že „škody na jaderných zařízeních jsou značné a závažné“. Téhož měsíce se setkal s ruským prezidentem Vladimirem Putinem.